# Hranice (Karviná)
Hranice (německy Hranitz) jsou část okresního města Karviná. Nachází se na severu Karviné. V roce 2009 zde bylo evidováno 449 adres. Trvale zde žije přibližně 7 100 obyvatel.
Hranice leží v katastrálním území Karviná-město o výměře 9,59 km².

## Památky
- vodárenská věž